# Eupithecia hemiochra
Euphitecia hemiochra es una especie de polilla de la familia Geometridae. La especie fue descrita por primera vez por Louis Beethoven Prout habiendo sido descrita en 1932, con distribución en Kenia. El holotipo de la especie fue descrita en la región alpina del Monte Kenia a una altitud de 4000 metros (13 123,4 pies).

## Descripción
E. hemiochra es una polilla pequeña con una envergadura de 21 milímetros (0,8 plg). La cabeza y cuerpo son color marrón grisáceo oscuro o marrón negruzco. Su palpo es alargado con las antenas fuertemente dentada. Las alas son color crema, irradiada con marrón y un punto celular oscuro.